# Bocchigliero

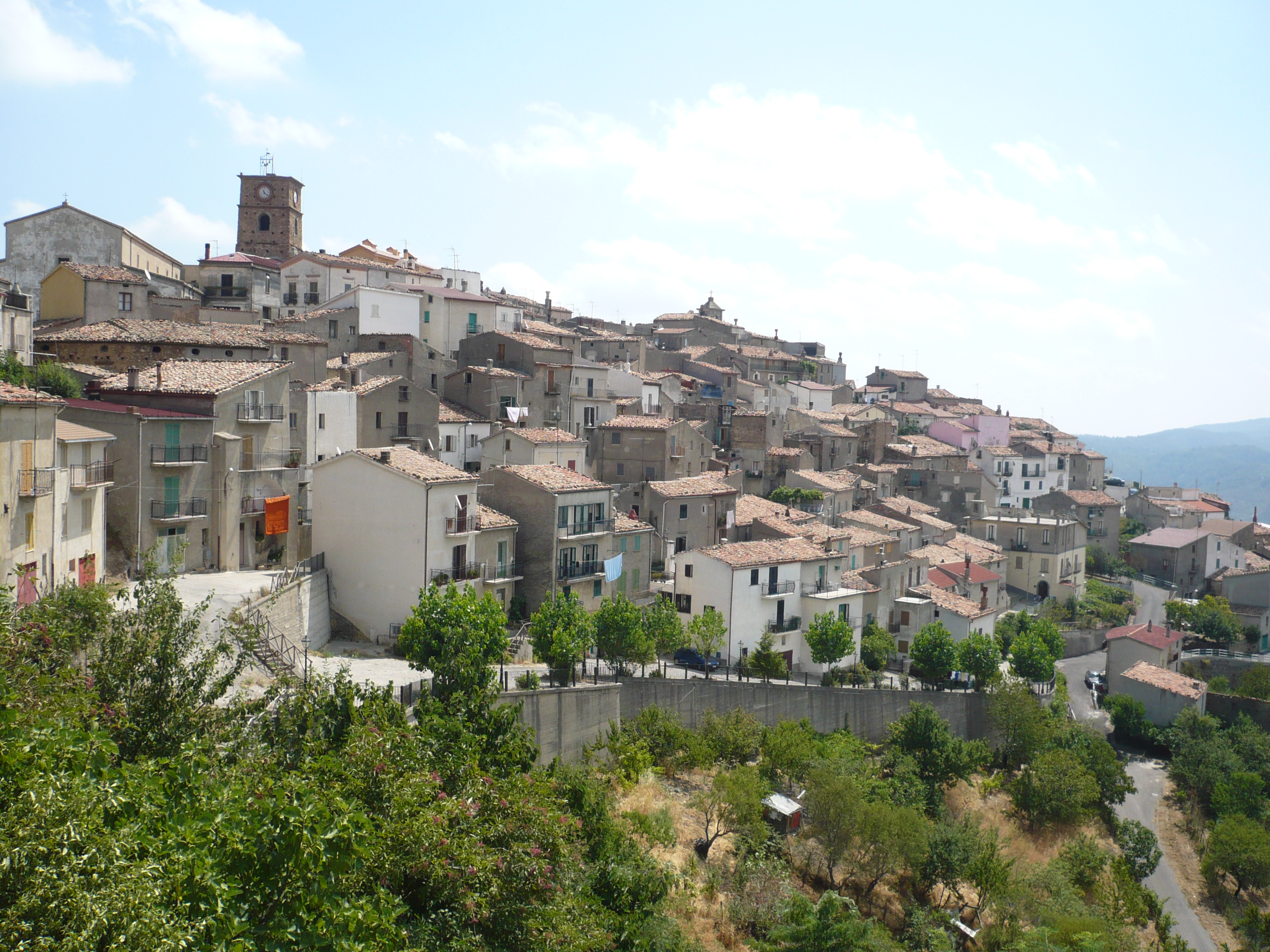

Bocchigliero ist eine italienische Gemeinde in der Provinz Cosenza in der Region Kalabrien mit 1050 Einwohnern (Stand 31. Dezember 2023).
Bocchigliero liegt 80 km östlich von Cosenza im Sila-Gebirge.
In der Umgebung von Bocchigliero wurden zahlreiche archäologische Funde gemacht, darunter eine prähistorische Siedlung. Zahlreiche Fundstücke sind heute in einem Museum zu sehen.
Die Nachbargemeinden sind: Campana, Longobucco, Pietrapaola, San Giovanni in Fiore und Savelli (KR).
Sehenswert sind die Pfarrkirche und die Wallfahrtskirche S. Rocco.

## Weblinks

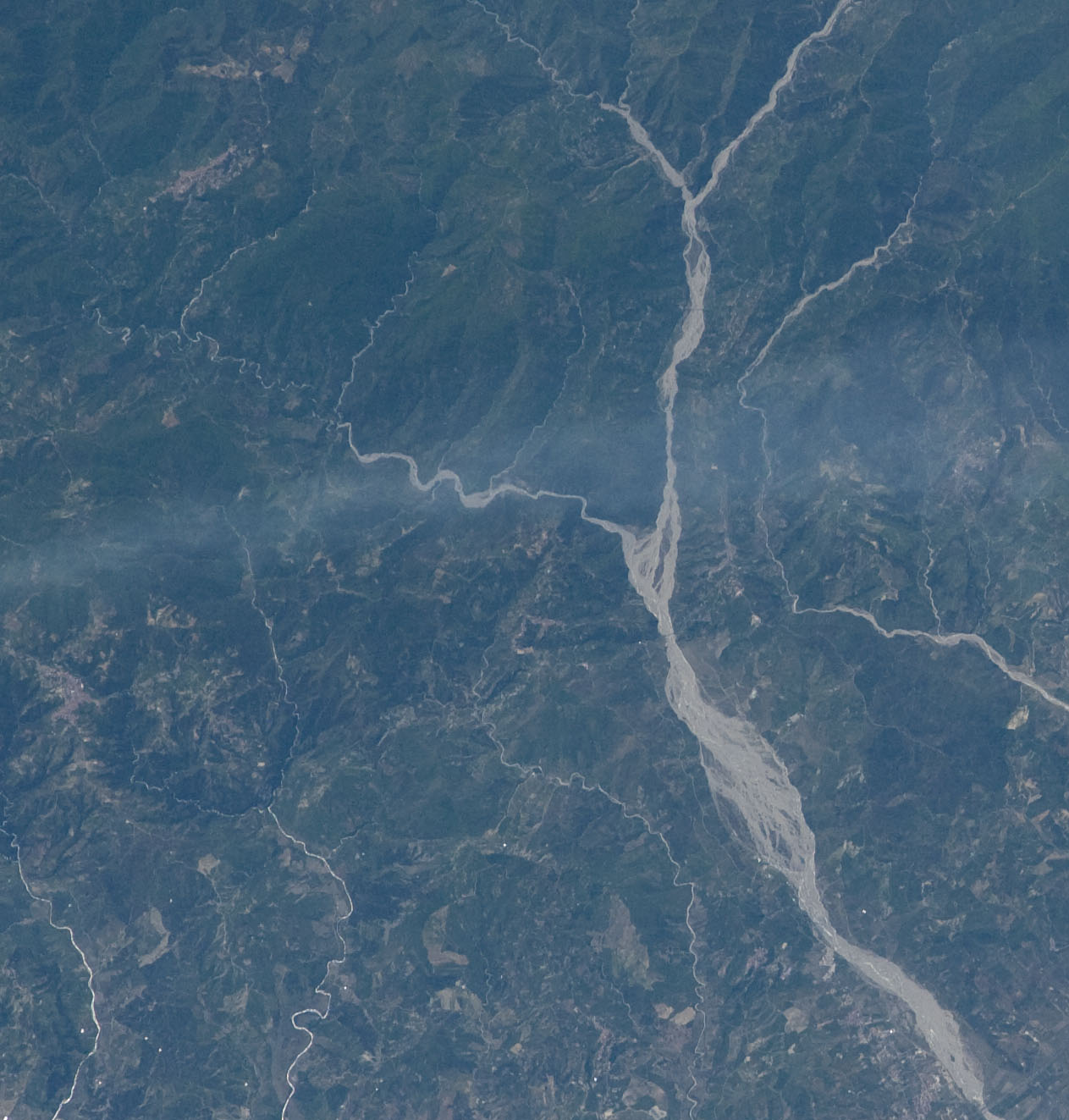
Landschaft um Bocchigliero (oben in den Bergen) mit Tälern und dem Tal des Trionto
(Foto aus der ISS)